# Sog Qu
Sog Qu (kinesiska: Suo Qu, 索曲) är ett vattendrag i Kina. Det ligger i den autonoma regionen Tibet, i den sydvästra delen av landet, omkring 340 kilometer nordost om regionhuvudstaden Lhasa.
Genomsnittlig årsnederbörd är 970 millimeter. Den regnigaste månaden är juni, med i genomsnitt 224 mm nederbörd, och den torraste är december, med 5 mm nederbörd.